# Mahina Paul
Mahina Paul (19 de abril de 2001) é uma jogadora de rugby sevens neozelandesa.

## Carreira
Paul representou a Nova Zelândia no rugby touch e nos Jogos Olímpicos da Juventude de rugby sevens em 2018.
Paul fez sua estreia internacional no Black Ferns Sevens no South Africa Sevens na Cidade do Cabo em 2019. Ela foi uma das três jogadoras que receberam contratos profissionais no início daquele ano. Mais tarde, ela participou do New Zealand Sevens de 2020 em Hamilton.
Paul foi nomeada como reserva viajante do time Black Ferns Sevens para os Jogos da Commonwealth de 2022 em Birmingham.
Em 20 de junho de 2024, foi anunciado que ela havia sido selecionada como membro da equipe feminina de rugby sevens da Nova Zelândia para as Olimpíadas de Paris.